# Изворово (област Хасково)
Вижте пояснителната страница за други значения на Изворово.
Изворово (до 1906 година Бунарчево) е село в Южна България. То се намира в община Харманли, област Хасково и е на около 265 km от столицата София.

## География
Село Изворово е разположено в подножието на Сакар планина, Надморската височина е от 330 до 390 m. Релефът е равнинен на места хълмист. Най-високата точка на землището на село Изворово е връх Мая баир, който е с надморска височина от 625 m.

### Климат
Климатът е умерено-континентален, с подчертано средиземноморско влияние. Отличава се с мека зима, хладна пролет и горещо лято. Средната годишна температура е около 11 °С. Средната януарска температура е 0,5 °С. Възможно е тя да се повиши до 15 °С, а също така да спадне до -20 °С. Средната юлска е 24 – 26 °С, а максималните летни температури достигат до 35 °С. През зимата има средно по 25 дни със снежна покривка. Дебелината на снежната покривка е около 20 – 25 cm. Годишната валежна сума е 550 – 600 mm.

### Стопанство
Традиционно развити са както земеделието, така и животновъдството. Основни земеделски култури са тютюн, дини, домати, чушки, грозде, арония, жито и слънчоглед.

## История
Предполага се, че селище е съществувало още в ранното средновековие, за което съществуват научни доказателства. Интерес представляват двата печата на византийската тема Месопотамия, които дават основание на В. Зайбт да предложи хипотезата, че именно тук някъде, а не в Мала Азия, се е намирала темата Месопотамия (т.е. междуречие), и че в близката Констанция е резидирал стратегът на тази тема.
То се е състояло от 3 махали – Чешмите, Сананджа и Еленкъра. След турското нашествие по българските земи, селото често е нападано и ограбвано от башибозуци. За да се спаси, населението е принудено да се премести в подножието на Сакар балкан, в много гъста дъбова гора (боази). В края на 18 век и в началото на 19 век селото наброява 120 къщи. То е селище със силно развито овцевъдство, лозарство и крушарство. В началото на 19 век изворовци имат развито овцевъдство – разполагат с около 20 000 овце, което е база за снабдяване на Сливенската текстилна фабрика.
Селото е освободено от османско владичество на 31 януари 1878 г. от частите на Астраханския полк. След освобождението и особено след Берлинския конгрес, границата между България /първоначално Източна Румелия/ и Османската империя е минавала на 2 km източно от село Изворово.

## Извори, язовири и чешми

### Извори
В село Изворово има множество извори, откъдето е и името на селото. Най-големите извори са:

#### Ятак дере
Ятак дере е малък извор, силно обрасъл с меше, дъб, габър и дрян.
Намира се в началото на Кривата река, като десен приток.

#### Хайдушкото кладенче
Хайдушкото кладенче е извор на около 200 метра от друг извор, наречен Колджака. Силно заселено с габър, дрян, цер, киселица и клен. През вековете е било база на хайдутите.

#### Двата кладенеца
Това са два извора в северния склон на Мая Баир.

#### Чешмите
Чешмите е местност, която включва четири чешми: 1. Чешмата 2. Дядо Илевата чешма 3. Терпешевата чешма 4. Клюнка
Вероятно това са били четирите главни водоизточника на стария гръцки град Еленополис.

### Язовири
По времето на социализма в землището на село Изворово са построени около 25 язовира.
Най-големият е язовир Изворово (дервеня). 
Най-важният язовир за селото е язовир „Кутела“, който има помпена станция, която тласка вода в изравнител и оттам водата по самотек достига до всяка къща.
Други по-големи язовири са:
- „Вълканов кладенец“,
- „Честите Габери“,
- „Орешака“,
- „Ликова кория“,
- „Минча“,
- „Каменака“ (джаркова сая),
- „Корцанов кладенец“,
- „Каменичков кладенец“

### Чешми
В землището на село Изворово има доста чешми. Чешмата, която има най-важно значение за селото е „Калджана“. Това е чешмата с най-хубавата вода в Сакарския район. Намира се на около 3 – 4 километра северно от селото, на около 500 метра надморска височина. Други по-големи чешми са:
- „Дядо Митева чешма“,
- „Чешма Галяшкин“,
- „Чешма Двата кладенеца“,
- „Чешма Стоянов кладенец“.

## Културни и природни забележителности
В местността „Калето“ се предполага съществуването на римската станция „Кастра Рубра“. Крепостните стени заграждат площ от 12 декара и са изградени от камъни, споени с хоросан и с късчета счукани тухли. Край нея минава римският път „Виа диагоналис“.
Край село Изворово има местност, която се нарича „Казанката“. В каменната скала има издълбан казан, но не е проучен. В селото има три запазени долмена.
През 2009 г. е разкрита така наречената „Йоргева могила“. В нея са открити златен накит от 320 мъниста и два златни предмета от първата половина на второто хилядолетие преди н.е.

## Редовни събития
- Сбор на Архангеловден.
- Празник на селото през август.

## Личности
- Господин Корцанов (1922 – ?), български политик от БКП
- Добри Терпешев – министър без портфейл в първото комунистическо правителство след Деветосептемврийския преврат.
- Стефан Ботев – щангист.
- Димо Станков – заместник-началник на Първо главно управление на Държавна сигурност, началник на 08 отдел „Активни мероприятия“, работил 42 години в българското разузнаване, дипломат[3]
- Иван Делчев, български революционер от ВМОРО, четник на Тане Николов[4]